# Dobi-III
Le Dobi-III était un avion militaire de l'entre-deux-guerres, conçu en 1924 par le pilote et ingénieur aéronautique Jurgis Dobkevičius. C'est le troisième et dernier avion qu'il réalisa, et ils disparurent tous deux en même temps.